# 隔苔虫科
隔苔虫科（学名：Farciminariidae）是唇口目下的一个科。

## 下属分类
本科包括以下属：
- Columnella Levinsen, 1914
- Didymozoum Harmer, 1923
- Farciminaria Busk, 1852
- Farciminellum Harmer, 1926